# Botrychium japonicum
Botrychium japonicum är en låsbräkenväxtart som först beskrevs av Karl Anton Eugen Prantl, och fick sitt nu gällande namn av Underw. Botrychium japonicum ingår i släktet låsbräknar, och familjen låsbräkenväxter. Utöver nominatformen finns också underarten B. j. silvicola.